# 王庶
王庶（11世纪—1143年），字子尚，自号当叟，庆阳（甘肃省庆阳市）人，南宋将领。
宋徽宗崇宁五年（1106年）进士，知泾州保定县。种师道举荐王庶，通判怀德军，契丹国被金国打败，向宋朝求援，诏命种师道夺取燕云之地。王庶对种师道说：“国家与辽人百年之好，现在坐视其败亡而不能救，还要他的土地，这不是要召来女真的灾祸吗？”不听。宣和七年（1125年），金朝再来入寇。太宰李邦彦夜召王庶问计，王庶说：“宿将无如种师道，而且夷虏畏服，应该交给他西兵，使他入援。”李邦彦告诉蔡攸，蔡攸不同意。王庶改任陕西路轉運司判官兼制置解盐事。靖康元年（1126年）十月，除直徽猷閣充陝西路轉運使。宋钦宗想要迁到襄州、邓州，先命席益为京西安抚使，王庶担任京西安抚副使。建炎元年（1127年）五月，陞直龙图阁、鄜延路经略使兼知延安府。屡立战功，进升为集英殿修撰。二年（1128年）六月，陞龙图阁待制，节制陕西六路军马。
先是，河东经制使王燮逃回，东京留守宗泽承制以王庶权陕西制置使。宣谕使谢亮入关，王庶写信给他：“西夏人之患小而缓，金国人之患大而迫，秋天必定大举侵犯，为什么不杖节率兵举义，驱逐敌人渡河，慢慢图谋恢复。”谢亮不能听从。金兵大举入侵，王庶调兵从沿河至冯翊，据险以守。金兵先已乘冰渡河进犯晋宁，侵入丹州，又渡清水河，破潼关，秦、陇都被震动。王庶传檄文给诸路，约期讨贼。泾原路经略安抚使司统制官曲端平素不愿归属王庶，以未受命拒绝；过了几天，委任告身到达，还是拒绝。金人知到曲端与王庶不和，集中兵力攻打鄜延。王庶在坊州听说，连夜到鄜延遏守要冲。金人改道攻陷丹州，丹州在鄜州、延州之间，王庶于是在延安路抵挡。当时曲端尽率泾原劲兵，王庶多次催促他进兵，曲端最终也没有出兵，于是金兵攻陷延安。
王庶听说围城紧急，收集散亡士卒前去救援。观察使王燮也率所部从兴元出发。王庶至甘泉而延安已失，没有归所，于是把军队交给王燮，自率百骑到襄乐劳军，还想靠曲端帮助。王庶至，曲端令每门减去随从骑兵半数，等到了帐下，仅剩下数骑。曲端厉声问王庶延安失守的情况，而且说：“节制只知道爱惜自身，不知为天子爱惜城池吗？”王庶说：“我多次下令你不听从，是谁只知道爱惜自身！”曲端大怒，计划在军中诛杀王庶而夺其兵马。曲端在夜间往宁州，见到谢亮说：“延安是五路咽喉，现在失去。《春秋》上大夫出疆之义可以自行决断，请诛王庶。”谢亮说：“现在人臣在外擅诛，是跋扈也，公好自为之。”曲端气沮而回，于是夺去王庶节制使印，又拘留他的官属。诏书命王庶守京兆，王庶先以作战不利自劾罢职。为母服丧。
当时张浚富平之战败归，开始想要王庶和曲端的意见可用，一起召来任用。王庶因为地近先到，力陈抚秦保蜀之策，劝张浚收熙河、秦凤之兵，扼守关、陇为后图。张浚没有采纳。他请求服满丧期，不许，于是任命他为参议官。张浚考虑曲端与王庶必不相容，曲端未至，只是复其官，改到恭州。王庶于是对张浚说：“曲端有反心。”张浚也害怕曲端得士心，开始有杀曲端之意。
绍兴五年（1135年），王庶起复知兴元府、利夔路制置使。王庶以士卒不强，强迫在兴州、洋州诸县及三泉县征兵，两丁取一，三丁取二，号为“义士”，每天在县里阅兵，每月在州里阅兵，厚厚犒赏，不到半年，有兵数万。张浚报告朝廷，升为徽猷阁直学士。有人向张浚进谗，改王庶知成都府，改知嘉州。次年，张浚弹劾王庶轻率倾险，落职奉祠。不久起知遂宁，坚决不去得到批准。
绍兴六年（1136年），转任湖北安抚使、知鄂州。上朝，宋高宗在退朝后见他，王庶说：“陛下只想保江南，不用做什么；如果要绍复大业，以荆州为都为可。荆州左吴右蜀，利尽南海，前临江、汉，出三川，渡过大河，以图中原，就是曹操所以害怕关羽的地方。”宋高宗非常惊异。恢复显谟阁待制、知荆南府、湖北经略安抚使，又恢复直学士。
绍兴七年（1137年）十月，以兵部侍郎召入杭州。次年春，入对，宋高宗：“召卿之日，张浚已去，赵鼎未来，这是朕亲自擢升，没有左右之助。”王庶叩首谢恩，上奏：“恢复之功十年未立，失在偏听，在欲速，在轻爵赏，是非邪正混淆。如果能赏功罚罪，谁能不服？昔日汉光武帝率兵取天下，不因形势和缓减除军费，不知兵的人不可让他言兵。”又口说手画秦、蜀利害。宋高宗大喜，即日让他担任本部尚书。一个月后，拜枢密副使。
议论的人请求派遣重臣行边，于是命王庶措置江、淮边防。京、湖宣抚使岳飞听说王庶行边，写信给他：“今年如果不出师，我当交出节杖请求退职。”王庶认为岳飞有壮志。王庶还朝，说金人狡诈，背叛海上之盟，又提到岳飞交出节杖的话。当时，秦桧为相，主持和议。金使乌陵思谋来到，宋高宗下诏让王庶回朝。王庶反对和议，请求诛杀金使，其言论直切。金朝又派遣张通古来许割地，归还宋徽宗梓宫，送回韦太后。王庶说：“和议之事，臣所不知。”七次上疏请求免官，于是以资政殿学士知潭州。
御史中丞勾龙如渊弹劾王庶本赵鼎所推荐，欺君罔上。王庶罢归，至九江，被夺职，回家居住。绍兴十三年（1143年），御史胡汝明弹劾王庶讥讪朝政，贬为响德军节度副使，安置道州。至贬所而亡。宋孝宗想起王庶的话，追复其官，谥敏节。其子六人，王之奇，乾道年间，知枢密院事。

## 延伸阅读
[在维基数据编辑]
 《宋史·卷372》，出自脱脱《宋史》